# Гумбольдт (Вісконсин)
Гумбольдт (англ. Humboldt) — місто (англ. town) в США, в окрузі Браун штату Вісконсин. Населення — 1299 осіб (2020).

## Демографія
Згідно з переписом 2010 року, у місті мешкало 1311 осіб у 492 домогосподарствах у складі 382 родин. Було 510 помешкань
Расовий склад населення:
| - 96,0 % — білих - 1,4 % — азіатів - 0,8 % — корінних американців - 0,2 % — чорних або афроамериканців |

До двох чи більше рас належало 0,8 %. Частка іспаномовних становила 1,9 % від усіх жителів.
За віковим діапазоном населення розподілялося таким чином: 23,5 % — особи молодші 18 років, 64,8 % — особи у віці 18—64 років, 11,7 % — особи у віці 65 років та старші. Медіана віку мешканця становила 42,8 року. На 100 осіб жіночої статі у місті припадало 103,9 чоловіків;  на 100 жінок у віці від 18 років та старших — 104,3 чоловіків також старших 18 років.
Середній дохід на одне домашнє господарство  становив 88 974 долари США (медіана — 71 042), а середній дохід на одну сім'ю — 101 920 доларів (медіана — 80 000). Медіана доходів становила 51 023 долари для чоловіків та 48 269 доларів для жінок. За межею бідності перебувало 9,5 % осіб, у тому числі 16,0 % дітей у віці до 18 років та 13,3 % осіб у віці 65 років та старших.
Цивільне працевлаштоване населення становило 711 осіб. Основні галузі зайнятості: освіта, охорона здоров'я та соціальна допомога — 19,8 %, будівництво — 16,2 %, виробництво — 16,0 %.